# Pterostichus diabolus
Pterostichus diabolus är en skalbaggsart som beskrevs av Thomas Casey. Pterostichus diabolus ingår i släktet Pterostichus och familjen jordlöpare. Inga underarter finns listade i Catalogue of Life.